# Peploskorè
De Peploskorè is een van de bekendste voorbeelden van archaïsche kunst uit het oude Griekenland. Het marmeren beeld werd rond 530 v. Chr. gemaakt en was oorspronkelijk kleurrijk beschilderd. Het maakt het deel uit van de collectie van het Akropolismuseum.

## Herkomst
Het beeld werd in drie stukken gevonden tijdens een opgraving in 1886 ten noordwesten van het Erechtheion op de Akropolis van Athene.

## Voorstelling
Het meisje (korè in het Oudgrieks) is gekleed in een zwaar wollen gewaad, de Dorische peplos, dat al uit de mode was toen het beeld werd gemaakt. De peplos was met bronzen schouderspelden vastgemaakt, waarvan nu alleen de gaten voor de bevestiging nog getuigen. Daaronder draagt ze een dunne chiton, waarvan de fijne plooien zichtbaar zijn op de mouwen en zoom van de rok. De nu ontbrekende linker onderarm was ooit naar voren gestrekt. 
Het beeld is ontworpen om van voren te worden gezien, met veel details, vooral in de gelaatstrekken. Het meisje heeft een archaïsche glimlach, die bij veel Griekse beelden uit deze periode voorkomt. Het haar dat met een lint is vastgemaakt, valt in lange vlechten over haar schouders. In haar oren zijn de gaatjes te zien waarin ooit bronzen oorbellen hingen. Restanten van verf op verschillende plekken op het beeld getuigen van de uitgebreide beschildering.
De Peploskore is mogelijk gemaakt door kunstenaar die ook verantwoordelijk was voor de Rampinruiter. Het hoofd van dit standbeeld, dat zich in het Louvre bevindt, is stilistisch nauw verwant. 
Vinzenz Brinkmann betoogt dat het beeld geen meisje voorstelt, maar een godin, wellicht Artemis. De houding komt niet overeen met die van andere late archaïsche korai, "die hun linkerbeen naar voren staken, hun rok met hun linkerhand bijeenhielden en met hun gebogen rechterarm een vrucht vasthielden." De gaten in de neergelaten rechter- en gebogen linkerarm wijzen erop dat beeld een pijl en boog of een schild en helm vasthield. Verdere gaten in de schedelkap duiden erop dat er een los bevestigde helm of krans aan het beeld heeft gezeten.

## Afbeeldingen

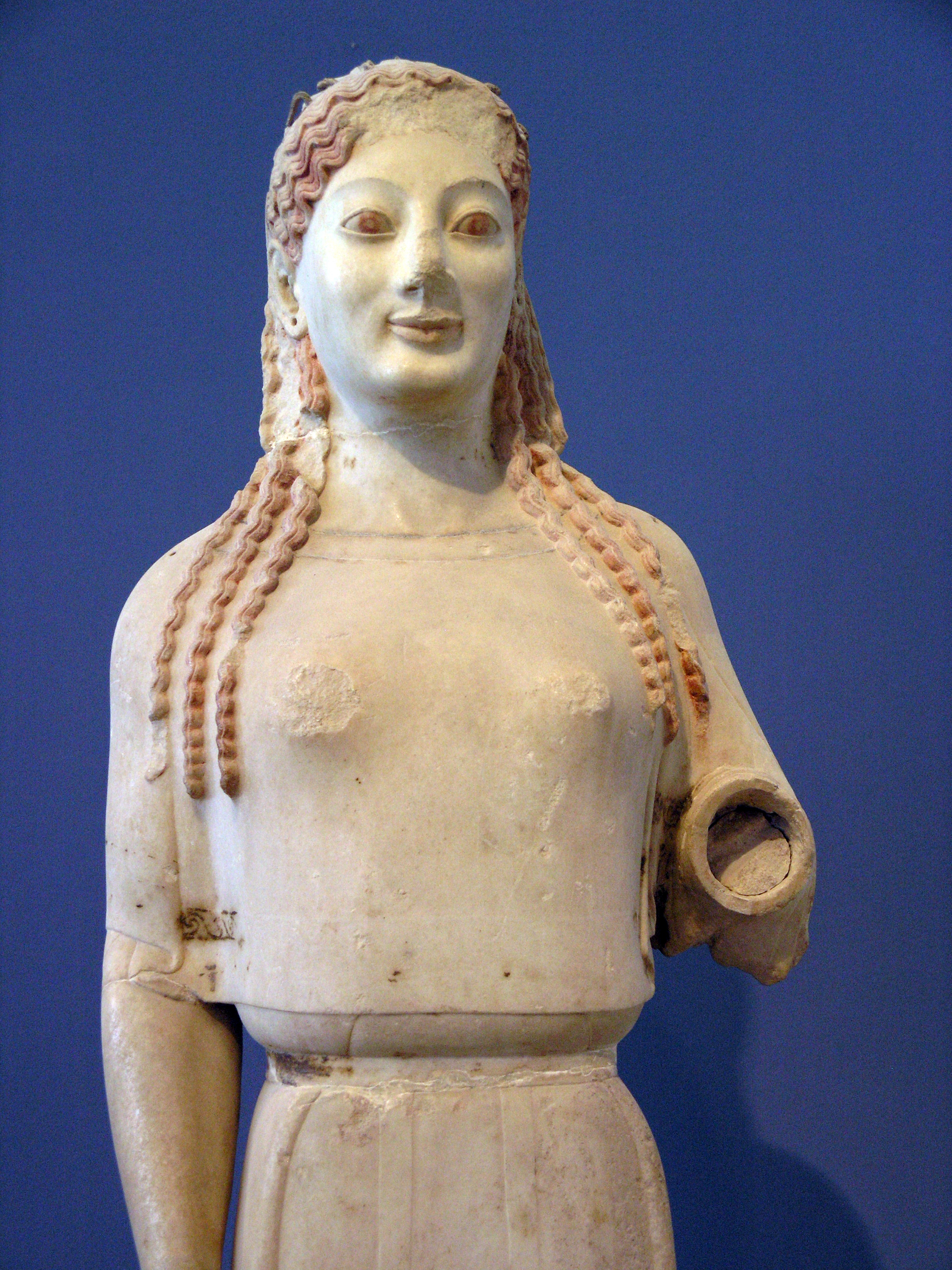
Detail
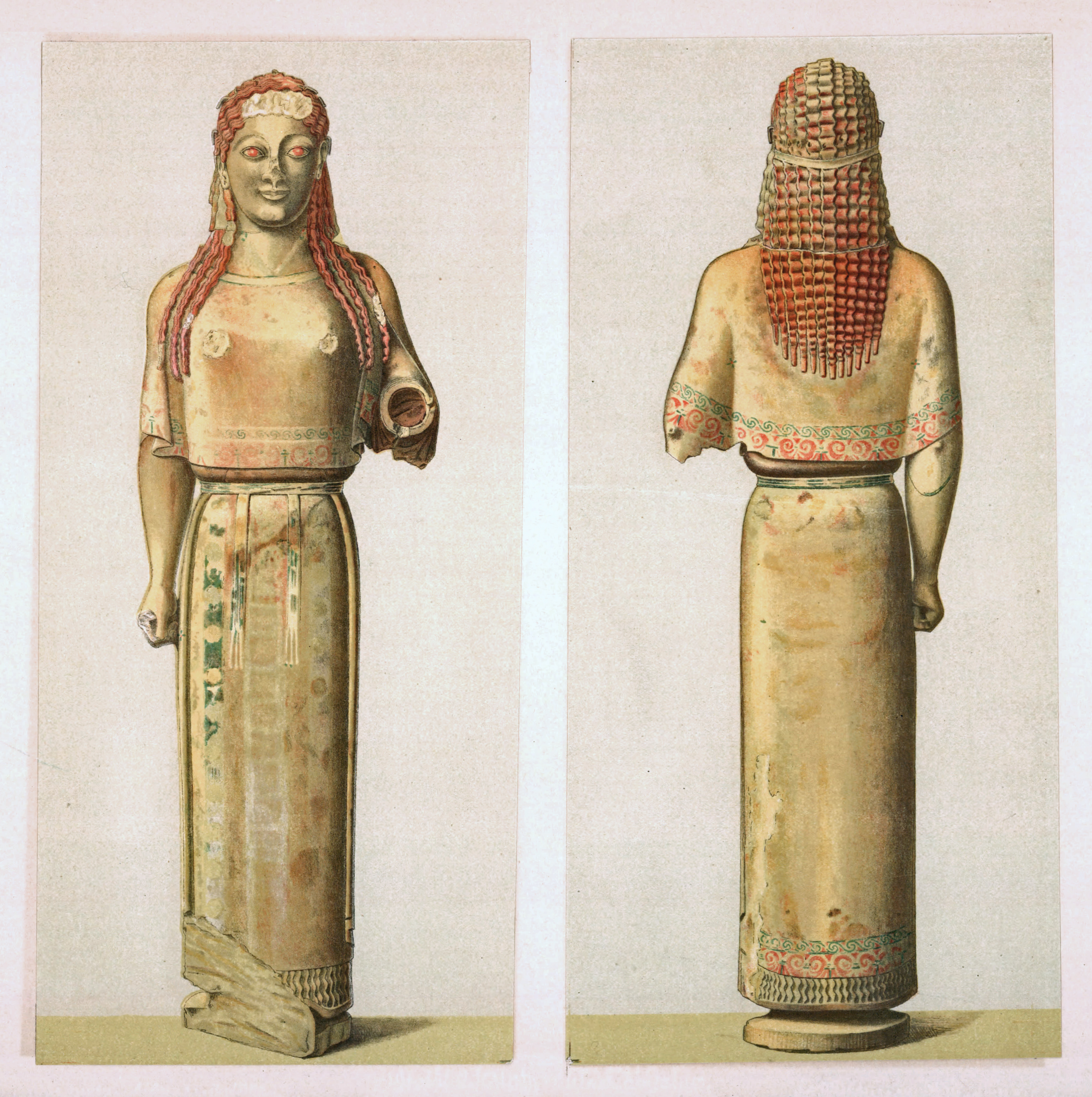
Aquarel van Gilliéron, uit de tijd van de ontdekking van de korè
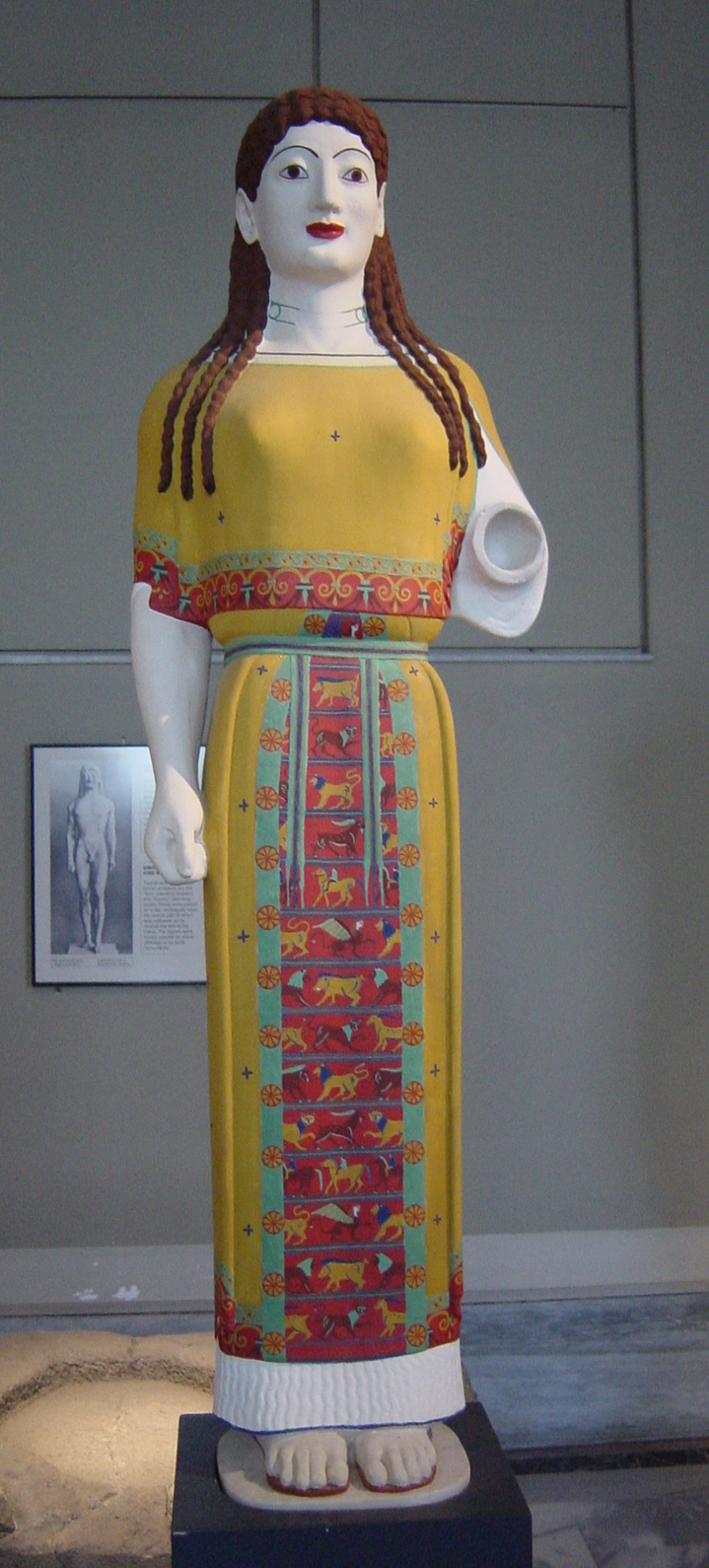
Reconstructie van de polychromie
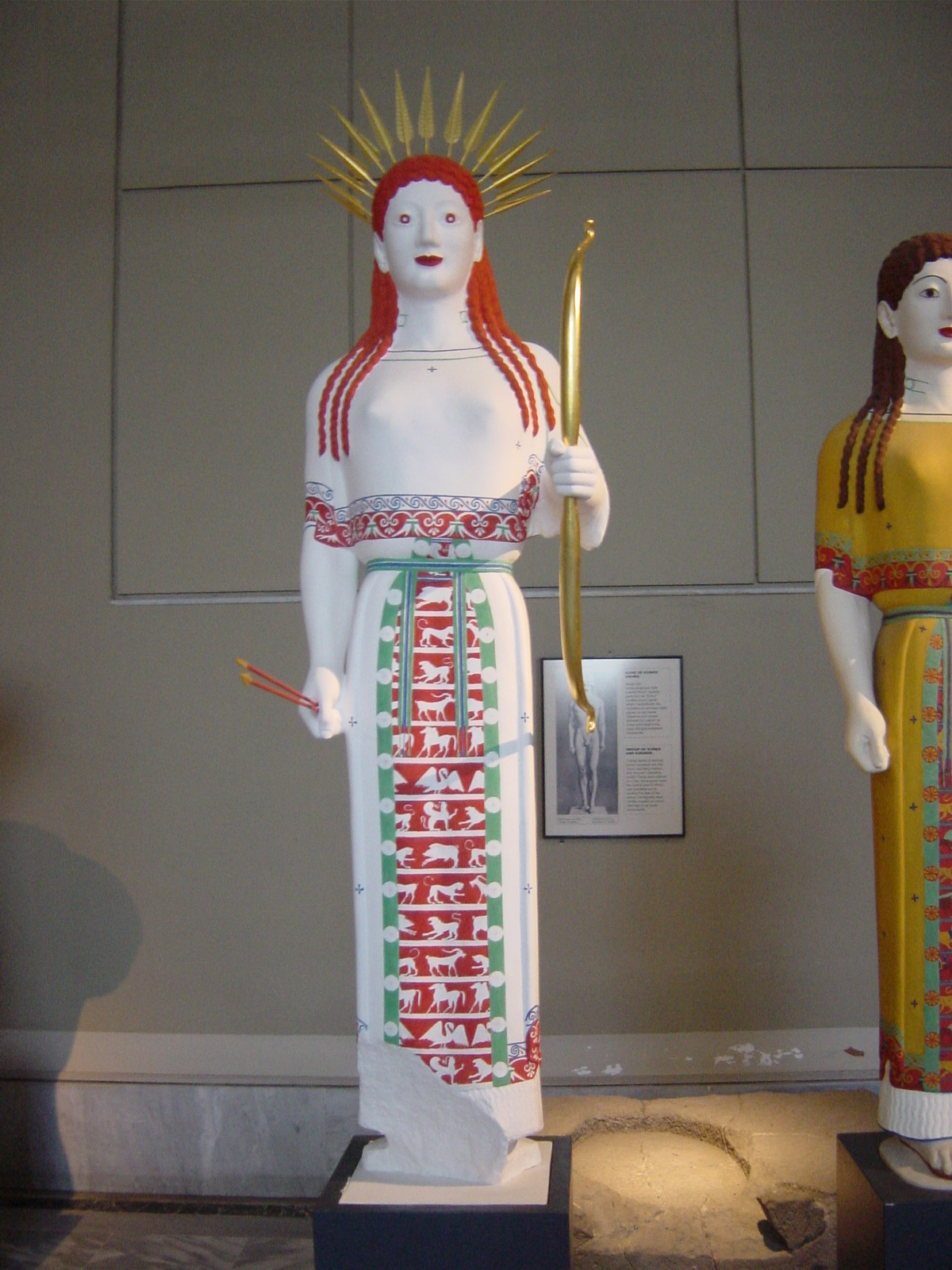
Tweede reconstructie, als godin
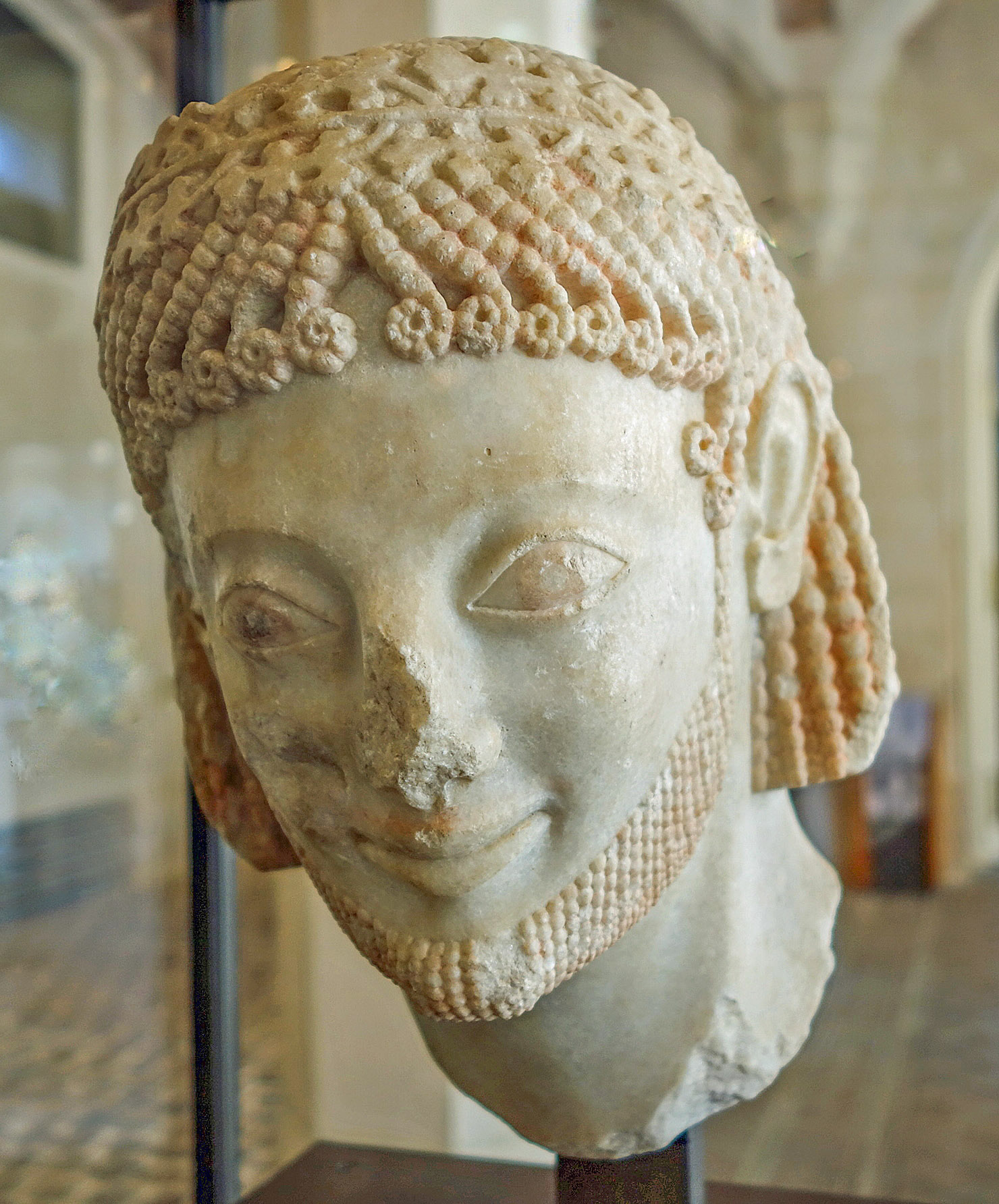
Hoofd van de Rampinruiter